# 윤정수 (축구인)
윤정수(尹正水, 1962년 1월 3일 ~ )는 북한의 전직 축구 선수이자 현 축구 지도자로 과거 포지션은 수비수였으며 2019년부터 2023년까지 북한 축구 국가대표팀의 감독을 맡았다.

## 선수 시절
선수 시절 경력은 자세하게 알려져 있지는 않지만 현역 시절 소속팀은 4.25체육단으로 알려져 있으며 독사라는 별명이 불렸을 정도로 거친 대인마크와 남다른 승부 근성으로 유명했다.
1989년 10월 16일 싱가포르에서 열린 1990년 FIFA 월드컵 아시아 지역 예선 최종라운드 2차전에서 황선홍 감독의 결승골로 대한민국이 1-0으로 승리했을 당시 이 경기에 선발로 출전했고 이듬해에 열린 1990년 아시안 게임에 북한 A대표팀의 일원으로 참가하여 은메달 획득에 기여했으며 같은 해 10월 11일 릉라도 5월 1일 경기장에서 열린 대한민국과의 남북통일축구대회에서 김주성 현 동아시아 축구 연맹 사무총장의 선제골로 끌려가다가 기어이 동점골을 터뜨리며 1-1 무승부를 이끌어냈다.
그리고 1992년 AFC 아시안컵 본선에 참가했으나 1무 2패의 초라한 성적을 받아들이며 조별리그를 통과하지 못한 채 대회를 조기에 마감했다.

## 지도자 경력
2003년 북한 A대표팀의 감독을 맡아 2006년 FIFA 월드컵 아시아 지역 2차 예선에서 태국, 아랍에미리트, 예멘을 상대로 3승 2무 1패의 호성적으로 북한을 12년만에 월드컵 아시아 지역 최종 예선으로 이끌었으나 최종 예선에서는 일본, 이란, 바레인을 상대로 5연패를 당하며 예선 탈락이 확정되었고 일본과의 5차전이 끝난 직후 즉각 경질된 뒤 바레인과의 최종전에서는 김명성 감독이 팀을 맡아 3-2 승리를 이끌었다.
그 후 2008년부터 2010년까지 북한 U-20 대표팀과 U-23 대표팀 감독을 겸임하며 2010년 AFC U-19 챔피언십 우승, 2010년 아시안 게임 8강 진출을 이끌었고 2011년 북한 A대표팀의 감독으로 복귀하여 이듬해에 열린 2012년 AFC 챌린지컵에서 북한의 AFC 주관 대회 2회 연속 우승을 지휘한 뒤 2014년 아시안 게임에서 북한 U-23 대표팀의 사령탑을 맡아 북한의 24년만의 아시안 게임 은메달을 이끄는 성과를 거두었다.
이후 2016년 하계 올림픽 예선을 겸한 2016년 AFC U-23 챔피언십에서 북한의 사상 첫 AFC U-23 아시안컵 8강행을 이끌었지만 8강에서 홈팀 카타르에 1-2로 석패하며 1976년 이후 40년만의 올림픽 본선 진출이 무산되었으며 김영준 현 수석 코치가 2019년 AFC 아시안컵 본선에서 거둔 최악의 성적에 대한 책임을 지고 감독직에서 경질된 뒤 북한 A대표팀 감독으로 복귀했다.
그리고 복귀 이후 2022년 FIFA 월드컵 아시아 지역 2차 예선 5경기에서 2승 2무 1패로 팀의 선전을 이끌었으나 코로나19 범유행의 여파로 아시아 축구 연맹이 H조 예선 잔여 경기를 모두 고양종합운동장에서 치른다는 결정을 내리면서 기권을 선언했고 결국 이 기록들은 모두 무효화 처리되면서 투르크메니스탄의 2회 연속 아시안컵 최종 예선 진출 상황을 초래하고 말았다.

## 수상

### 선수
조선민주주의인민공화국
- 아시안 게임 : 은메달 (1990)

### 지도자
조선민주주의인민공화국 U-20
- AFC U-20 아시안컵 : 우승 (2010)

 조선민주주의인민공화국
- AFC 챌린지컵 : 우승 (2012)

 조선민주주의인민공화국 U-23
- 아시안 게임 : 은메달 (2014)